# Nubia (personaje)
Nubia (también a veces Nu'Bia) es un personaje ficticio que aparece en publicaciones de DC Comics y medios relacionados, comúnmente como aliada de Wonder Woman. Históricamente, ella es la primera superheroína negra de DC Comics. Presentada en 1973 como la gemela perdida de Wonder Woman, Nubia ha sido presentada desde entonces de diversas formas a medida que las continuidades de DC Comics han cambiado y evolucionado. A veces, ha sido retratada como una versión de Wonder Woman en un universo paralelo y como heredera del manto de Wonder Woman en una línea de tiempo futura. Su representación de la era moderna es como una amazona contemporánea no hermana de Wonder Woman, y como la sucesora de la madre de Wonder Woman, Hippolyta, como reina de la nación amazónica de Themyscira. Creada por Robert Kanigher y Don Heck, Nubia debutó en Wonder Woman #204 de 1973 y apareció intermitentemente a lo largo de las aventuras de la Edad de Bronce de Wonder Woman. Después de que DC Comics reiniciara su continuidad en 1985 (un evento de publicación conocido como Crisis on Infinite Earths), Wonder Woman y sus personajes secundarios fueron reimaginados. Aunque originalmente estaba ausente de este mito revisado, el personaje fue reintroducido como "Nu'Bia" en 1999 por Doselle Young y Brian Denham en Wonder Woman (vol. 2) Annual #8.
El personaje (cuyo nombre ha vuelto a su ortografía original) desarrolló un perfil y una presencia ampliados en la continuidad post-Rebirth de DC Comics, comenzando con la asunción del manto de Wonder Woman para el evento de publicación de la línea de tiempo futura de DC 2021 Future State. Apareció en gran medida en las publicaciones Infinite Frontier Wonder Woman de DC, incluida la serie limitada Nubia & the Amazons (2021), Trial of the Amazons (2022) y Nubia: Queen of the Amazons (2022). El editor también encargó novelas gráficas para adultos jóvenes con Nubia como personaje central, incluidas Nubia: Real One (2021) y Diana y Nubia: Princesas de las Amazonas (2022).
La distinción de la primera superheroína negra de DC también se otorga a veces a la integrante de los Jóvenes Titanes Bumblebee, que debutó en 1976, cuatro años después de la primera aparición de Nubia.

## Origen
Nubia fue creada por Robert Kanigher y Don Heck en 1973. Si bien Kanigher había escrito anteriormente Wonder Woman durante nueve años, se había marchado para trabajar en otros proyectos. Él y su entonces socio Heck crearon Nubia en su primer número en Wonder Woman (#204 en enero de 1973), parte de un período de un año para el equipo.

## Biografía ficticia

### Nubia
En Wonder Woman # 204 (enero de 1973), las amazonas restauraron sus recuerdos de Diana (Wonder Woman) y luego se enfrentó a una guerrera con armadura que la desafió a un combate singular. Los dos inicialmente lucharon, luego se enfrentaron con espadas. Diana y el intruso parecían igualados hasta que el intruso le quitó la espada de las manos a Diana, pero luego duda en matarla. La extraña de piel oscura se presentó como Nubia, la verdadera Mujer Maravilla, y le dijo a Diana que algún día se reunirían de nuevo para decidir cuál de ellas tiene derecho al título. La madre de Diana, la reina Hippolyta, secretamente creía que reconocía a Nubia, quien regresó a su propia isla flotante.
Una breve historia de Nubia en Wonder Woman # 205 comienza con su partida de Paradise Island, que incluye una breve conversación y un abrazo de Hippolyta. De vuelta en su isla flotante oculta por la niebla, Nubia gobierna una comunidad de todos los hombres. A su regreso, dos hombres reclaman el derecho a luchar por ella, citando la "ley de la isla flotante" o "ley de conquista de Marte". Declarando "¡Ningún hombre jamás será dueño de Nubia!" ella misma lucha contra uno de los hombres, derrotándolo pero dejándolo vivir. Ella dice: "Una mujer no destruye la vida, ¡la aprecia!".
En Wonder Woman # 206, Hippolyta retrocede a la verdad, una versión revisada de la historia del origen de Wonder Woman: Hippolyta había formado dos bebés de arcilla, uno oscuro y otro claro. Los dioses les dan vida, pero Marte , el dios de la guerra, secuestra a la bebé Nubia, a quien Hippolyta nunca vuelve a ver. Nubia es criada por Mars como su arma de destrucción contra las Amazonas. Mars y Nubia lanzan un ataque a Isla Paraíso desde su llamada "Slaughter Island". Al venir a ayudar, Diana reconoce el anillo de Marte y se lo quita de la mano a Nubia, rompiendo el control mental del dios sobre Nubia. Ella y Diana se oponen a Mars, que huye, y Nubia se va para llevar a sus guerreros "por caminos de paz". Hippolyta le revela el origen de Nubia a Diana.
La próxima aparición de Nubia llega en Supergirl #9 (diciembre de 1973) escrita por Robert Kanigher. En la historia, Supergirl es nombrada amazona honoraria. Más tarde, cuando se descubre que Nubia sufre un envenenamiento por tiburón mutado, Hippolyta envía a Kara a recuperar una raíz rara necesaria para curarla.
En Súper amigos # 25 (octubre de 1979), se ve a Wonder Woman, que está temporalmente bajo el control del malvado Overlord, intentando liberar a las mujeres oprimidas del continente africano. Ella les dice que los hombres todavía tratan a las mujeres como si fueran posesiones y que es hora de que las mujeres se enfrenten a los hombres, con Wonder Woman como líder. Diana es interrumpida por Nubia. Ella le dice que retroceda y pelean; finalmente, el Overlord es derrotado y se separan como amigos.

#### Ausencia de publicaciones a largo plazo
Pasarían 20 años entre la última aparición de Nubia antes de la crisis en Super Friends #25 (octubre de 1979) y la primera aparición después de la crisis en Wonder Woman (vol. 2) Annual #8 (septiembre de 1999). Mientras tanto, se introdujeron nuevos personajes negros en Wonder Woman, como Philippus, creado por George Pérez para el reinicio de 1987 del cómic Wonder Woman.

### Nu'Bia
Algún tiempo después de Crisis on Infinite Earths, se presentó una nueva versión de Nubia, ahora llamada Nu'Bia. Cuando Nu'Bia conoce a Diana por primera vez, erróneamente llama a Diana por el nombre de su ex reina "Antíope". Nu'Bia se sorprende un poco al descubrir que Diana es la sobrina de Antiope. La mujer se identifica ante Diana como Nu'Bia y dice que era una amazona de Themysciran que ganó el "Torneo de la gracia y la maravilla" tal como lo había hecho Diana anteriormente, y se convirtió en la primera campeona de las amazonas. Su misión asignada era proteger "Doom's Doorway", que es una entrada al río Styx y Tartarus Gate en Themyscira. Al entrar en la Puerta de Doom, ella debía proteger la entrada desde el interior, impidiendo que cualquiera entrara o que cualquier criatura escapara. Como a Diana nunca se le habló de Nu'Bia, se supone que las amazonas de Themysciran asumieron que ella murió durante su misión mucho antes del nacimiento de Diana. En algún momento durante su tiempo en el Infierno, Nu'bia explica que conoció al dios de la luz de Zoroastro, Ahura Mazda, y se convirtió en su amante.
La próxima vez que se muestra Nu'Bia, un ascensor en un hotel de Las Vegas de repente manifiesta una insignia de león de metal dorado. Cuando Diana investiga este extraño suceso, Nu'Bia sale del ascensor. Ella dice: "He viajado muchas leguas desde el reino de la luz. A través de la provincia de Nox y el territorio de las sombras he cazado al rey demonio Ahriman. Finalmente, para rastrearlo aquí, al Mundo del Patriarca... a mi antiguo Lejano hogar. Qué extraño es entonces, princesa, que te encuentre aquí también".
El demonio Ahriman asesinó a Ahura Mazda y extrajo el corazón de su cuerpo. Nu'Bia había regresado a la tierra en busca de Ahriman, con la esperanza de poder recuperar el corazón y revivir a su amante. Nu'Bia tenía a Ahriman en su poder y viaja en ascensor de regreso al Hades para revivir a su amado.

### Nubia
Después de DC Rebirth e Infinite Frontier, Nubia apareció en una historia de respaldo en la serie Future State: Immortal Wonder Woman. Esto representa a Nubia en el Mundo del Hombre. Después de que se crearon Future State y una nueva versión del Multiverso, esta versión de Nubia se reintrodujo como una campeona amazónica encargada de proteger Doom's Doorway, un portal infernal en Themyscira. Nubia pronto se convirtió en la Reina de las Amazonas cuando Hippolyta regresa al Mundo del Hombre para representar a Diana en la última versión de la Liga de la Justicia. Cuando Diana volvió a la vida, Diana bendijo oficialmente a Nubia para compartir su título como Mujer Maravilla, además de su nuevo papel como Reina. Si bien Nubia ya no es la gemela de Diana de manera literal, las dos nacieron el mismo día y fomentaron una relación cercana como la de una hermana. También se muestra que Nubia tiene una relación romántica con la herrera amazona Io.

## Otras versiones

### Tierra-23
Renée Montoya se aventura con el Capitán Marvel de Tierra-5 en un intento de reclutar el equivalente de Superman de cada universo para unirse al Ejército del Cielo de Nix Uotan en Tierra-Zero (la principal Tierra de DC). El comienzo del último número de Final Crisis ilustra su visita a un universo donde un Superman negro es el Presidente de los Estados Unidos. Este Superman consulta con una Mujer Maravilla Negra, a quien se refiere como Nubia. Esta Nubia es aparentemente una de las "Mujeres Maravillas de Amazonia", y usa una reliquia llamada Wonder Horn para convocar a Renee y a los demás a su mundo.
Esta versión de Nubia reaparece más tarde como miembro de la Liga de la Justicia de su Tierra, y su Tierra se revela oficialmente como Tierra-23 en el nuevo Multiverso.

### Mujer Maravilla: Tierra Uno
Nubia aparece en la novela gráfica Wonder Woman: Earth One de 2016. La consejera más cercana de la reina Hippolyta y la segunda al mando de las Amazonas, se revela que tuvo una relación romántica con Hippolyta.

### Injusticia: Dioses entre nosotros
Nubia aparece en la serie de cómics basada en el videojuego de 2017 Injustice 2. En el prólogo de Injustice 2, Nubia fue nombrada como la nueva Mujer Maravilla de Themyscira después de las acciones de Diana con el Régimen desde el primer juego.

### Nubia: Real One
Una novela gráfica original para adultos Nubia: Real One, fue escrita por L.L. McKinney y con arte de Robyn Smith. Según el editor, la historia "sigue a una adolescente Nubia mientras aprende a aceptar su verdadero yo en un mundo lleno de desigualdad racial, violencia escolar y otros problemas actuales que afectan a los jóvenes de hoy". Fue lanzado el 23 de febrero de 2021.

## Poderes y habilidades

### Pre-Crisis
Nubia poseía una espada mágica creada por Mars, que era la única arma en la Tierra que podía contrarrestar el lazo mágico de Diana. También podía deslizarse sobre las corrientes de aire como Wonder Woman y poseía una superfuerza, así como todas las demás habilidades de las Amazonas.

### Post-Crisis
Nu'Bia usa una armadura mágica especial con una cabeza de león en relieve en su coraza. Se ha mostrado a Nu'Bia viajando de ida y vuelta al Hades a voluntad, y de allí a otros reinos mitológicos. Por lo general, cuando está a punto de aparecer en una nueva ubicación, la cabeza de león en su armadura aparece como parte de la entrada, lo que sugiere que la armadura puede ser la fuente de esta habilidad. En honor a un antiguo pacto, las Gorgonas del inframundo bendijeron a Nu'Bia con la "Vista fría", que le permite convertir a cualquiera en piedra. Lleva una espada mágica no especificada.
Nu'Bia tiene 3000 años de experiencia en combate que le brindan su experiencia tanto en combate cuerpo a cuerpo como con armas de mano. Como Themyscirian Amazon, también posee la inmortalidad que le permite vivir indefinidamente en una forma juvenil, pero la deja expuesta a posibles lesiones y muerte según sus acciones. También posee mayor fuerza e inteligencia. Como lo demostraron los miembros de su tribu, tiene la capacidad de romper acero y concreto con sus propias manos, saltar más de 12 pies desde una posición de pie, tiene un alto factor de durabilidad, curación mejorada, y la capacidad de absorber y procesar una gran cantidad de conocimiento en un corto período de tiempo.
Nu'Bia, además de las otras Themyscirian Amazons, posee la capacidad de aliviar su cuerpo de lesiones físicas y toxinas al convertirse en uno con el suelo de la Tierra y luego reformar su cuerpo por completo nuevamente. La primera vez que Diana hace esto, ora a su diosa Gea diciendo: "Gea, te ruego. Concédeme tu fuerza. Tú eres la Tierra que me amamantó, que me crió y me crió. A través de ti se renueva toda la vida. El círculo nunca termina. Te ruego, madre Gea, llévame en tu seno. Por favor, déjame ser digna". Durante el tiempo del escritor John Byrne en el cómic, se afirmó que este es un ritual muy sagrado para las Themyscirians, solo para ser utilizado en las circunstancias más extremas.

## En otros medios
- En 1975, los productores de la serie de televisión Wonder Woman de ABC planearon que Teresa Graves interpretara a la hermana negra de la superheroína, pero la serie se trasladó a CBS en 1977, antes de que el personaje apareciera en el programa. Ese mismo año, Mego Corporation produjo una muñeca Nubia para vincularla con el programa, anunciada como "la súper enemiga de Wonder Woman". Con un traje estilo gladiador que se parecía al uniforme que usaba Nubia en el cómic, la muñeca también recibió un mechón de cabello blanco en su cabello, que de otro modo sería negro.
- Un personaje con antecedentes similares apareció en la película para televisión Wonder Woman de 1974, protagonizada por Cathy Lee Crosby. En la película, escrita y producida por John D. F. Black y que sigue más una continuidad de aventuras de espionaje que la de un cómic, una amazona llamada Ahnjayla (Anitra Ford) deja Isla Paraíso y se convierte en némesis de Wonder Woman.
- Nubia aparece en el cómic digital Challenge of the Super Friends, basado en la serie. Cuando Wonder Woman está bajo el control del malvado Overlord, se ve a Nubia intentando liberar a las mujeres oprimidas del continente africano. Ella les dice que los hombres todavía tratan a las mujeres como si fueran posesiones y que es hora de que las mujeres se enfrenten a los hombres, con Wonder Woman como líder. Diana y Nubia pelean, pero finalmente el Overlord es derrotado y se separan como amigos.
- En Wonder Woman '77 Meets the Bionic Woman, la ex villana Carolyn Hamilton (Jayne Kennedy) de la serie de televisión Wonder Woman se conoce más tarde como Nubia y aparece como comandante de las Amazonas. Ella se casa con la entonces Amazona Fausta Grables en una ceremonia oficiada por Wonder Woman.[25]
- Nubia es una de las cinco Wonder Women incluidas en la expansión del episodio 38 del MMORPG DC Universe Online. Llamada "Wonderverso", esta expansión se lanzó el 30 de junio de 2020.[26] Valoneecia Tolbert le da voz.

### Nubia
- Wonder Woman #204–206[27]
- Supergirl #9
- Súper amigos #25

### Nu'Bia
- Wonder Woman (vol. 2) Annual #8
- Wonder Woman (vol. 2) #154–155
- Wonder Woman (vol. 2) #188 (cameo)